# Niccolò Semitecolo
Niccolò (Nicoletto) Semitecolo (nar. v Benátkách) byl italský gotický malíř, aktivní v letech 1353–1382 v Padově a Benátkách.

## Život
Niccolò Semitecolo žil v Benátkách poblíž mostu Ponte del Paradiso a podepisoval se také jako Nicolaus Paradisi nebo Niccolò Paradiso. Byl spolupracovníkem a žákem Guarienta di Arpo.

## Dílo

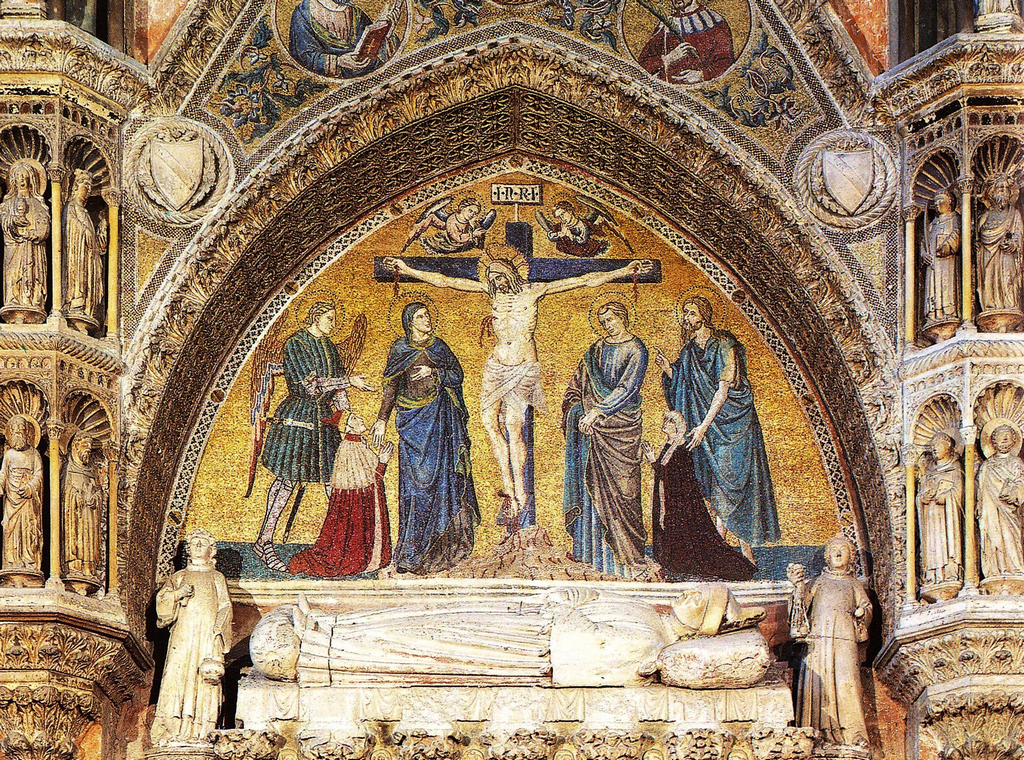
Niccolò Semitecolo, Ukřižování, hrobka dóžete Michele Morosini, Benátky

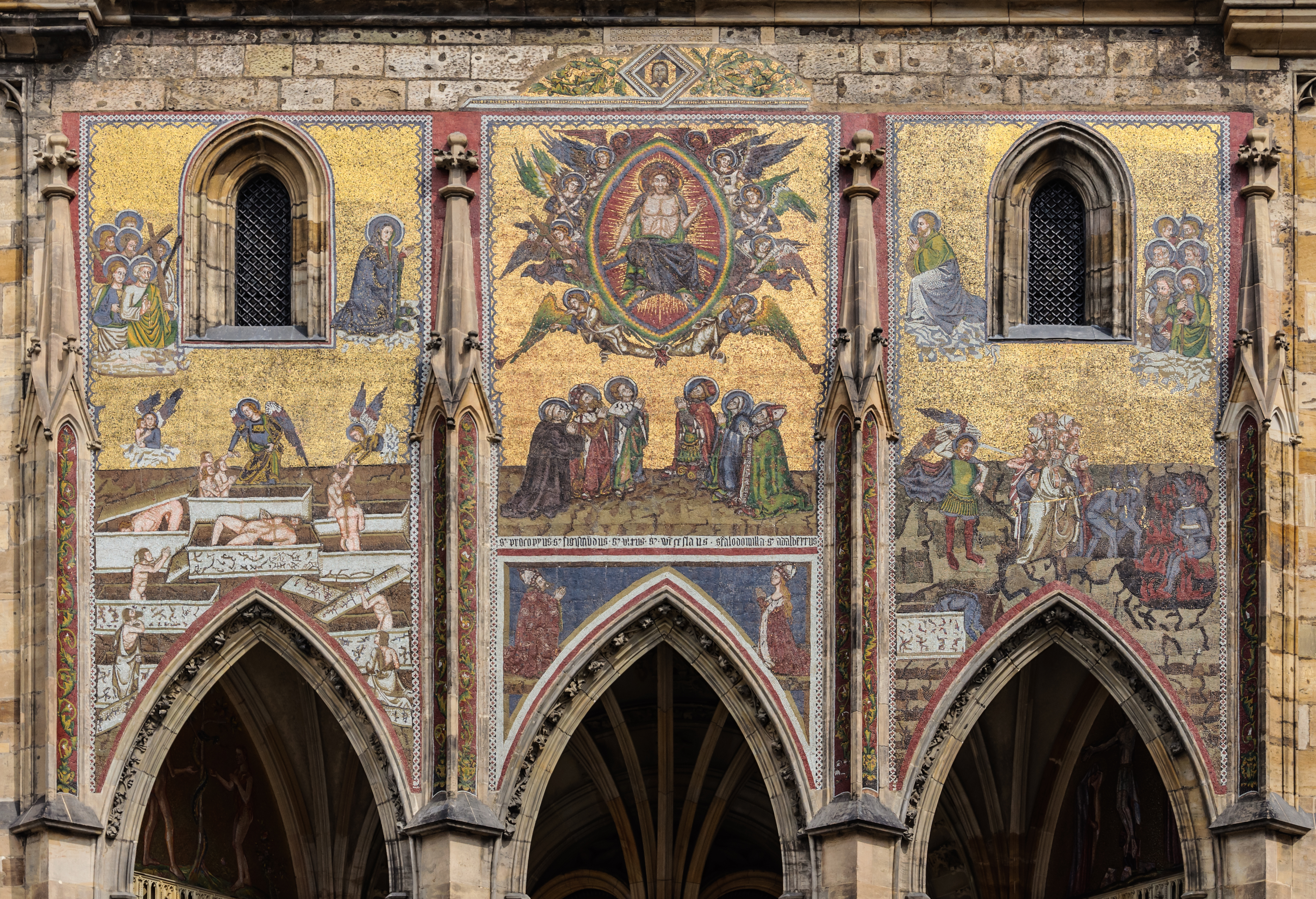
Mozaika Posledního soudu, Katedrála sv. Víta

Semitecola ovlivnili Giotto, Paolo Veneziano a Guariento di Arpo. Je autorem maleb pod oratoří kaple Svaté tváře (Cappella del Volto Santo) poblíž bývalého kostela Santa Maria dei Servi v Benátkách (částečně zbořen roku 1815). Tyto malby byly poškozeny při požáru roku 1769. V Benátkách vytvořil roku 1382 obraz Ukřižování (mozaika) pro hrobku dóžete Michele Morosini v bazilice sv. Jana a Pavla.
V Padově namaloval devět deskových obrazů s náměty utrpení sv. Šebestiána, které zdobily velkou relikviářovou skříň v tamější katedrále.
Stejskal přisuzuje Niccolò Semitecolovi autorství předlohy k mozaice Posledního soudu na Zlaté bráně pražské katedrály sv. Víta. Ze zprávy restaurátorů však vyplývá, že pražská mozaika má některé společné rysy spíše s mozaikou katedrály v Orvietu a vykazuje řadu shod s uměním dvorních malířů Karla IV.

### Známá díla
- 1350–60 Trůnící madona (malba)
- 1367 Sv. Šebestián bitý klacky (malba), Museo Diocesano di Padova
- 1367 Sv. Šebestián probodnutý šípy (malba), Museo Diocesano di Padova
- 1367 Ukládání Sv. Šebestiána do hrobu (malba), Museo Diocesano di Padova
- 1367 Dva křesťané před soudci (tempera na dřevě), katedrála v Padově
- 1370 Svatá Trojice (malba na zlaceném podkladě), Museo Diocesano di Padova
- 1370 Krucifix (malba na dřevě), kostel poustevníků v Padově
- 1370 cyklus fresek z života sv. Augustina, sv. Filipa a sv. Jana, hlavní kaple, kostel poustevníků v Padově
- 1370 Sv. Augustin, kaple Svaté tváře při kostele Santa Maria dei Servi, Benátky
- 1370 Pieta, Fondazione Luciano e Agnese Sorlini, Carzago, Brescia
- 1370 Madona kojící dítě (Madonna dell'umiltà), Museo Diocesano di Padova
- 1370–72 ?Poslední soud (mozaika)?, Zlatá brána katedrály sv. Víta
- 1350–70 Madona kojící dítě (Madonna dell'umiltà), Puškinovo muzeum výtvarných umění, Moskva
- kolem 1380 Panna Maria obklopená dvanácti apoštoly (Pentecost), Musée des Beaux-Arts, Strasbourg (autorem je N. Semitecolo nebo Paolo Veneziano)